# Coryphaspiza
Coryphaspiza is een monotypisch geslacht van zangvogels uit de familie Thraupidae (tangaren):
- Coryphaspiza melanotis  – Camposgors